# Babice (Hradec Králové)
Babice é uma comuna checa localizada na região de Hradec Králové, distrito de Hradec Králové‎.